# Criollo francés de Trinidad y Tobago
El Criollo francés de Trinidad y Tobago (Patwa) es un idioma criollo de base francesa, variedad del criollo antillano, muy parecido al Idioma kweyol. Esta variedad actualmente es hablado por los descendientes de los criollos franceses que emigraron de las Antillas francesas. Se distingue de otras variedades de criollo antillano por su vocabulario basado en el español trinitario y hindustaní. Se puede considerar que el criollo francés trinitense y el venezolano son dialectos de la misma variedad. Las palabras españolas entraron por los Cocoa Panyols (y la industria de cacao en general) que adaptaron al idioma de los criollos antillanos después de la Cédula. 
El número exacto de hablantes nativos de este criollo es desconocido. De acuerdo con los datos de SIL (de 2004), sólo existen 3.800 hablantes de todas las edades, pero el idioma está en declive y en amenaza de extinción. El idioma sigue en uso en la Cordillera del Norte, especialmente en los pueblos de Paramin y Lopinot.